# Serie A 1965-1966 (pallacanestro maschile)
Il campionato Serie A 1965-1966 è stata la quarantaquattresima edizione del massimo campionato italiano di pallacanestro.
Per migliorare il livello tecnico del campionato e del basket italiano in genere, la federazione riapre le porte agli stranieri, chiuse al termine del campionato 1958-1959. A partire da questa stagione, i club italiani della massima divisione possono tesserare uno straniero. Si metterà in luce lo statunitense Doug Moe, già stella nel campionato NCAA, che con i suoi 674 punti vince la classifica marcatori e trascina il Petrarca Padova al terzo posto finale.
Le altre novità principali sono che la massima divisione torna a chiamarsi semplicemente Serie A e che la sconfitta vale zero punti anziché uno. Le 12 squadre si affrontano in partite di andata e ritorno. Lo scudetto viene assegnato alla prima in classifica e le ultime due retrocedono direttamente in Serie B, mentre la terz'ultima disputa una serie di incontri di qualificazione (andata/ritorno ed eventuale spareggio) con la terza classificata in Serie B.
Torna in Serie A la Sant'Agostino Bologna che alla fine della stagione si ritira e passerà il titolo alla Fortitudo Bologna 
Sia per decidere lo scudetto che la seconda retrocessione si rendono necessari gli spareggi. La Simmenthal Milano vince il suo diciassettesimo scudetto (secondo consecutivo), battendo a tavolino l'Ignis Varese allo spareggio per il titolo. Nel corso della stagione, Milano si aggiudica anche la Coppa Campioni, prima italiana a riuscire nell'impresa. Un grande contributo al trionfo europeo dei milanesi lo dà il grande Bill Bradley, vincitore con la Nazionale USA alle Olimpiadi di Tokyo, che viene però ingaggiato solo come secondo straniero per il trofeo continentale.

## Classifica
|  |     | Classifica finale 1965-1966 | Pt | G  | V  | P  | PtF  | PtS  |
|  | --- | --------------------------- | -- | -- | -- | -- | ---- | ---- |
|  | 1.  | Simmenthal Milano           | 38 | 22 | 19 | 3  | 1745 | 1454 |
|  | 2.  | Ignis Varese                | 38 | 22 | 19 | 3  | 1805 | 1450 |
|  | 3.  | Petrarca Padova             | 32 | 22 | 16 | 6  | 1579 | 1401 |
|  | 4.  | Candy Bologna               | 30 | 22 | 15 | 7  | 1768 | 1627 |
|  | 5.  | Oransoda Cantù              | 24 | 22 | 12 | 10 | 1664 | 1634 |
|  | 6.  | All'Onestà Milano           | 22 | 22 | 11 | 11 | 1691 | 1547 |
|  | 7.  | Reyer Venezia               | 18 | 22 | 9  | 13 | 1488 | 1612 |
|  | 8.  | Libertas Biella             | 16 | 22 | 8  | 14 | 1432 | 1573 |
|  | 9.  | Victoria Pesaro             | 12 | 22 | 6  | 16 | 1616 | 1774 |
|  | 10. | Alcisa Bologna              | 12 | 22 | 6  | 16 | 1632 | 1845 |
|  | 11. | Partenope Napoli Basket     | 12 | 22 | 6  | 16 | 1396 | 1583 |
|  | 12. | Stella Azzurra Roma         | 10 | 22 | 5  | 17 | 1463 | 1671 |

## Spareggi

### Spareggio scudetto
| Roma 16 aprile 1966 | Simmenthal Milano | 59 – 74 | Ignis Varese |  |

Malgrado la vittoria sul campo, l'Ignis è sconfitta a tavolino per 2-0 per la posizione irregolare di Tony Gennari. Lo scudetto viene così assegnato alla Simmenthal Milano.

### Spareggi salvezza

#### Risultati
| Risultati               | PES   | BOL   | NAP   |
| ----------------------- | ----- | ----- | ----- |
| Victoria Pesaro         |       | 92-70 | 71-62 |
| Alcisa Bologna          | 70-92 |       | 82-69 |
| Partenope Napoli Basket | 62-71 | 69-82 |       |

#### Classifica
|  |    | Classifica spareggi salvezza | Pt | G | V | P | PtF | PtS |
|  | -- | ---------------------------- | -- | - | - | - | --- | --- |
|  | 1. | Victoria Pesaro              | 4  | 2 | 2 | 0 | 163 | 132 |
|  | 2. | Alcisa Bologna               | 2  | 2 | 1 | 1 | 152 | 161 |
|  | 3. | Partenope Napoli Basket      | 0  | 2 | 0 | 2 | 131 | 153 |

- Victoria Pesaro rimane in Serie A.
- Alcisa Bologna: accede alla Qualificazione Serie A/B
- Partenope Napoli: retrocede in Serie B

### Qualificazione Serie A/B
|  | Finale         |                |                |                |    |    |    |  |
|  |                |                |                |                |    |    |    |  |
|  | Alcisa Bologna | Alcisa Bologna | Alcisa Bologna | Alcisa Bologna | 64 | 68 | 75 |  |
|  | Fides Bologna  | Fides Bologna  | Fides Bologna  | Fides Bologna  | 62 | 74 | 65 |  |

- Alcisa Bologna rimane in Serie A, Fides Bologna rimane in Serie B.

## Verdetti
- Campione d'Italia:  Simmenthal Milano

Formazione: Binda, Gnocchi, Giulio Iellini, Franco Longhi, Massimo Masini, Giandomenico Ongaro, Gianfranco Pieri, Sandro Riminucci, Skip Thoren, Gabriele Vianello. Allenatore: Cesare Rubini.
- Retrocessioni in Serie B: Partenope Napoli Basket e Stella Azzurra Roma.
- A fine stagione l'Alcisa Bologna cede alla Fortitudo Bologna (militante in Serie B) il titolo sportivo di Serie A.